# Clinopodium loesenerianum
Clinopodium loesenerianum là một loài thực vật có hoa trong họ Hoa môi. Loài này được (Mansf.) A.Granda mô tả khoa học đầu tiên năm 2000.